# Ban Chỉ đạo quốc gia chống buôn lậu, gian lận thương mại và hàng giả
Ban Chỉ đạo quốc gia chống buôn lậu, gian lận thương mại và hàng giả hay còn được gọi là Ban Chỉ đạo 389 Quốc gia là cơ quan trực thuộc Chính phủ Việt Nam với nhiệm vụ về phòng chống buôn lậu, gian lận thương mại và hàng giả. Ban Chỉ đạo là cơ quan liên ngành gồm Bộ Tài chính, Bộ Công Thương, Bộ Quốc phòng và Bộ Công an.
Tất cả các thành phố trực thuộc trung ương và cấp tỉnh đều có Ban Chỉ đạo cấp tương đương.
Đứng đầu Ban Chỉ đạo là Phó Thủ tướng Thường trực Chính phủ. Trưởng ban chỉ đạo hiện nay là Phó Thủ tướng, Bộ trưởng Bộ Ngoại giao Bùi Thanh Sơn.

## Lịch sử
Ban Chỉ đạo 389 Quốc gia được thành lập 19/3/2014 do Thủ tướng Chính phủ Nguyễn Tấn Dũng quyết định. Ban Chỉ đạo 389 được thành lập với nhiệm vụ thay thế cho Ban Chỉ đạo 127 (Ban Chỉ đạo chống buôn lậu, hàng giả và gian lận thương mại) do Bộ Thương mại (Bộ Công Thương sau này) quản lý. 
Trưởng Ban Chỉ đạo 127 trước đây là Bộ trưởng Bộ Công Thương và là cơ quan thuộc Bộ Công Thương chứ không trực thuộc Chính phủ như Ban Chỉ đạo 389 hiện nay!

## Chức năng và nhiệm vụ
Ban Chỉ đạo 389 Quốc gia có chức năng và nhiệm vụ sau:
1. Xây dựng chiến lược, kế hoạch chống buôn lậu, gian lận thương mại và hàng giả trong từng thời kỳ. Chỉ đạo, kiểm tra đôn đốc, hướng dẫn các Bộ, ngành và các địa phương thực hiện công tác đấu tranh chống buôn lậu, gian lận thương mại và hàng giả.
2. Chỉ đạo việc phối hợp giữa các cơ quan và các lực lượng chức năng phát hiện, đấu tranh, ngăn chặn, xử lý các hành vi buôn lậu, gian lận thương mại và hàng giả nghiêm trọng, có tổ chức.
3. Chỉ đạo các Bộ, ngành, địa phương sửa đổi, bổ sung hoặc đề xuất cấp có thẩm quyền sửa đổi, bổ sung các văn bản quy phạm pháp luật có liên quan nhằm nâng cao hiệu quả công tác đấu tranh chống buôn lậu, gian lận thương mại và hàng giả.
4. Thành lập các đoàn liên ngành để kiểm tra việc xử lý các vụ buôn lậu, gian lận thương mại và hàng giả lớn; kiểm tra tình hình chống buôn lậu, gian lận thương mại và hàng giả tại một số địa bàn trọng điểm.
5. Thực hiện hợp tác quốc tế trong lĩnh vực chống buôn lậu, gian lận thương mại và hàng giả.
6. Đề nghị khen thưởng đối với tập thể, cá nhân có thành tích xuất sắc trong hoạt động chống buôn lậu, gian lận thương mại và hàng giả. Chỉ đạo xử lý tập thể, cá nhân có dấu hiệu bao che, bảo kê, tiếp tay cho buôn lậu, gian lận thương mại và hàng giả.
7. Tiến hành tổng kết, đánh giá công tác định kỳ và theo chuyên đề; báo cáo Thủ tướng Chính phủ.
8. Phối hợp với Đài Truyền hình Việt Nam và các cơ quan thông tấn, báo chí xây dựng chương trình, kế hoạch tuyên truyền về chống buôn lậu, gian lận thương mại và hàng giả.
9. Thực hiện các nhiệm vụ khác do Thủ tướng Chính phủ giao.

## Tổ chức

### Ủy viên Ban Chỉ đạo 389[1]
1. Trưởng ban: Phó Thủ tướng Thường trực Chính phủ
2. Phó Trưởng ban Thường trực: Bộ trưởng Bộ Tài chính.
3. Các Phó Trưởng ban:
- Bộ trưởng Bộ Công Thương;
- Thứ trưởng Bộ Quốc phòng;
- Thứ trưởng Bộ Công an.

4. Các Ủy viên:
- Thứ trưởng các Bộ: Tài chính, Công Thương, Nội vụ, Tư pháp, Nông nghiệp và Phát triển nông thôn, Y tế, Giao thông Vận tải; Khoa học và Công nghệ; Văn hóa, Thể thao và Du lịch, Thông tin và Truyền thông, Tài nguyên và Môi trường.
- Phó Chủ nhiệm Văn phòng Chính phủ, Phó Tổng Thanh tra Chính phủ, Phó Thống đốc Ngân hàng Nhà nước Việt Nam, Phó Tổng giám đốc Đài Truyền hình Việt Nam, Phó Tổng giám đốc Đài Tiếng nói Việt Nam, Phó Tổng Giám đốc Thông tấn xã Việt Nam.
- Thủ trưởng các cơ quan, đơn vị:

1. Chánh Văn phòng Thường trực Ban Chỉ đạo 389 quốc gia
2. Tư lệnh Bộ đội Biên phòng
3. Tư lệnh Cảnh sát biển
4. Tổng cục trưởng Tổng cục Hải quan
5. Tổng cục trưởng Tổng cục Thuế
6. Tổng cục trưởng Tổng cục Quản lý thị trường
7. Vụ trưởng Vụ theo dõi công tác thanh tra, giải quyết khiếu nại, tố cáo, phòng, chống tham nhũng, buôn lậu, gian lận thương mại và hàng giả (Vụ I), Văn phòng Chính phủ
8. Cục trưởng Cục An ninh Kinh tế, Bộ Công an
9. Cục trưởng Cục Cảnh sát điều tra tội phạm về tham nhũng, kinh tế, buôn lậu, Bộ Công an.

- Mời Phó Chủ tịch Ủy ban Trung ương Mặt trận Tổ quốc Việt Nam và Phó Viện trưởng Viện Kiểm sát nhân dân tối cao tham gia Ủy viên Ban Chỉ đạo.

### Trưởng ban
Trưởng ban Chỉ đạo là người đứng đầu Ban chỉ đạo. Chức vụ này trước đây do Bộ trưởng Bộ Công Thương nắm giữ, hiện nay do Phó Thủ tướng Thường trực Chính phủ nắm giữ, sau khi Ban Chỉ đạo được chuyển từ Bộ Công Thương sang Chính phủ quản lý.
Trách nhiệm và quyền hạn
1. Lãnh đạo, điều hành mọi hoạt động của Ban Chỉ đạo; giao nhiệm vụ hoặc ủy quyền cho Phó Trưởng ban và các Ủy viên thực hiện nhiệm vụ, quyền hạn của Ban Chỉ đạo.
2. Triệu tập, chủ trì các cuộc họp của Ban Chỉ đạo.
3. Yêu cầu các Thành viên Ban Chỉ đạo, Chủ tịch Ủy ban nhân dân các tỉnh, thành phố trực thuộc Trung ương, các cơ quan chức năng báo cáo khi cần thiết. Yêu cầu các Bộ, ngành, cơ quan tham gia Ban Chỉ đạo cử cán bộ, công chức tham gia Văn phòng Thường trực theo đề nghị của Phó Trưởng ban thường trực.
4. Thành lập hoặc chỉ đạo thành lập các đoàn liên ngành để kiểm tra việc xử lý một số vụ buôn lậu, gian lận thương mại và hàng giả nghiêm trọng, có tổ chức; kiểm tra tình hình chống buôn lậu, gian lận thương mại và hàng giả tại một số địa bàn trọng điểm.
5. Biểu dương, khen thưởng, phê bình các Thành viên Ban Chỉ đạo, các địa phương, các đơn vị, cá nhân trong hoạt động chống buôn lậu, gian lận thương mại và hàng giả.

### Phó Trưởng ban Thường trực
Phó Trưởng ban thường trực trực tiếp xử lý và báo cáo Trưởng ban các công việc có tính chất thường xuyên của Ban Chỉ đạo; những công việc được Trưởng ban ủy quyền và thực hiện một số nhiệm vụ sau:
1. Giúp Trưởng ban điều hành hoạt động chung của Ban Chỉ đạo theo kế hoạch, chương trình công tác được Trưởng ban chỉ đạo, phê duyệt hoặc chỉ đạo của Thủ tướng Chính phủ.
2. Chỉ đạo, kiểm tra, đôn đốc các Bộ, ngành, lực lượng chức năng và các địa phương thực hiện các vấn đề liên quan.
3. Được Trưởng ban ủy quyền, chủ trì cuộc họp của Ban Chỉ đạo.
4. Chỉ đạo triển khai các kế hoạch, chương trình công tác đột xuất, ngắn hạn của Ban Chỉ đạo;
5. Đề xuất, trình Trưởng ban phê duyệt nhiệm vụ cụ thể của các thành viên Ban Chỉ đạo 389.
6. Thực hiện các nhiệm vụ khác do Trưởng ban giao.
7. Một số nhiệm vụ khác theo quy định pháp luật.

## Thành viên hiện tại
| STT | Chức vụ                    | Họ và tên            | Kiêm nhiệm              | Kiêm nhiệm | Kiêm nhiệm |
| STT | Chức vụ                    | Họ và tên            | Đảng                    | Nhà nước | Khác       |
| --- | -------------------------- | -------------------- | ----------------------- | --- | ---------- |
| 1   | Trưởng ban                 | Bùi Thanh Sơn        | Ủy viên Trung ương Đảng | Phó Thủ tướng Chính phủ, Bộ trưởng Bộ Ngoại giao |            |
| 2   | Phó Trưởng ban thường trực | Nguyễn Văn Thắng     | Ủy viên Trung ương Đảng | Bộ trưởng Bộ Tài chính |            |
| 3   | Phó Trưởng ban             | Nguyễn Hồng Diên     | Ủy viên Trung ương Đảng | Bộ trưởng Bộ Công Thương |            |
| 4   | Phó Trưởng ban             | Võ Minh Lương        | Ủy viên Trung ương Đảng | Thượng tướng, Thứ trưởng Bộ Quốc phòng |            |
| 5   | Phó Trưởng ban             | Nguyễn Ngọc Lâm      |                         | Trung tướng, Thứ trưởng Bộ Công an |            |
| 6   | Ủy viên                    | Trịnh Mạnh Linh      |                         | Phó Chủ nhiệm Văn phòng Chính phủ |            |
| 7   | Ủy viên                    | Nguyễn Đức Chi       |                         | Thứ trưởng Bộ Tài chính |            |
| 8   | Ủy viên                    | Nguyễn Sinh Nhật Tân |                         | Thứ trưởng Bộ Công Thương |            |
| 9   | Ủy viên                    | Đặng Hoàng Oanh      |                         | Thứ trưởng Bộ Tư pháp |            |
| 10  | Ủy viên                    | Vũ Chiến Thắng       |                         | Thứ trưởng Bộ Nội vụ |            |
| 11  | Ủy viên                    | Trần Thanh Nam       |                         | Thứ trưởng Bộ Nông nghiệp và Phát triển nông thôn |            |
| 12  | Ủy viên                    | Đỗ Xuân Tuyên        |                         | Thứ trưởng Bộ Y tế |            |
| 13  | Ủy viên                    | Nguyễn Xuân Sang     |                         | Thứ trưởng Bộ Giao thông vận tải |            |
| 14  | Ủy viên                    | Trịnh Thị Thủy       |                         | Thứ trưởng Bộ Văn hóa, Thể thao và Du lịch |            |
| 15  | Ủy viên                    | Lê Xuân Định         |                         | Thứ trưởng Bộ Khoa học và Công nghệ |            |
| 16  | Ủy viên                    | Nguyễn Huy Tiến      |                         | Viện trưởng Viện Kiểm sát nhân dân tối cao |            |
| 17  | Ủy viên                    | Bùi Hoàng Phương     |                         | Thứ trưởng Bộ Thông tin và Truyền thông |            |
| 18  | Ủy viên                    | Bùi Ngọc Lam         |                         | Phó Tổng Thanh tra Chính phủ |            |
| 19  | Ủy viên                    | Hoàng Công Thủy      |                         | Phó Chủ tịch Ủy ban Trung ương Mặt trận Tổ quốc Việt Nam |            |
| 20  | Ủy viên                    | Đỗ Thanh Hải         |                         | Phó Tổng Giám đốc Đài Truyền hình Việt Nam |            |
| 21  | Ủy viên                    | Nguyễn Quang Phương  |                         | Trung tướng, Cục trưởng Cục Cảnh sát điều tra tội phạm vê tham nhũng, kinh tế, buôn lậu                                                                               |            |
| 22  | Ủy viên                    | Nguyễn Đình Thuận    |                         | Trung tướng, Cục trưởng Cục An ninh Kinh tế |            |
| 23  | Ủy viên                    | Nguyễn Văn Thiện     |                         | Thiếu tướng, Phó Tư lệnh Bộ đội Biên phòng |            |
| 24  | Ủy viên                    | Vũ Trung Kiên        |                         | Thiếu tướng, Phó Tư lệnh Cảnh sát biển |            |
| 25  | Ủy viên                    | Nguyễn Văn Cẩn       |                         | Tổng cục trưởng Tổng cục Hải quan |            |
| 26  | Ủy viên                    | Mai Xuân Thành       |                         | Tổng cục trưởng Tổng cục Thuế |            |
| 27  | Ủy viên                    | Trần Hữu Linh        |                         | Tổng Cục trưởng Tổng Cục Quản lý thị trường |            |
| 28  | Ủy viên                    | Trần Minh Hùng       |                         | Phó Tổng Giám đốc Đài Tiếng nói Việt Nam |            |
| 29  | Ủy viên                    | Đoàn Thái Sơn        |                         | Phó Thống đốc Ngân hàng Nhà nước Việt Nam |            |
| 30  | Ủy viên                    | Nguyễn Thị Sự        |                         | Phó Tổng giám đốc Thông tấn xã Việt Nam |            |
| 31  | Ủy viên                    | Trần Quý Kiên        |                         | Thứ trưởng Bộ Tài nguyên và Môi trường |            |
| 32  | Ủy viên                    | Đỗ Đức Toàn          |                         | Vụ trưởng Vụ theo dõi công tác thanh tra; giải quyết khiếu nại, tố cáo; phóng chống tham nhũng, buôn lậu, gian lận thương mại và hàng giả (Vụ I), Văn phòng Chính phủ |            |
| 33  | Ủy viên                    | Lê Thanh Hải         |                         | Chánh Văn phòng Thường trực Ban Chỉ đạo 389 Quốc gia |            |

## Thành viên qua các thời kỳ

### 2014-2016
| STT | Chức vụ                    | Họ và tên          | Kiêm nhiệm              | Kiêm nhiệm                                                          | Kiêm nhiệm |
| STT | Chức vụ                    | Họ và tên          | Đảng                    | Nhà nước                                                            | Khác       |
| --- | -------------------------- | ------------------ | ----------------------- | ------------------------------------------------------------------- | ---------- |
| 1   | Trưởng ban                 | Nguyễn Xuân Phúc   | Ủy viên Bộ Chính trị    | Phó Thủ tướng thường trực Chính phủ                                 |            |
| 2   | Phó Trưởng ban thường trực | Đinh Tiến Dũng     | Ủy viên Trung ương Đảng | Bộ trưởng Bộ Tài chính                                              |            |
| 3   | Phó Trưởng ban             | Vũ Huy Hoàng       | Ủy viên Trung ương Đảng | Bộ trưởng Bộ Công Thương                                            |            |
| 4   | Phó Trưởng ban             | Nguyễn Thành Cung  | Ủy viên Trung ương Đảng | Thượng tướng, Thứ trưởng Bộ Quốc phòng                              |            |
| 5   | Phó Trưởng ban             | Lê Quý Vương       | Ủy viên Trung ương Đảng | Thượng tướng, Thứ trưởng Bộ Công an                                 |            |
| 6   | Ủy viên                    | Nguyễn Quang Thắng |                         | Phó Chủ nhiệm Văn phòng Chính phủ                                   |            |
| 7   | Ủy viên                    | Đỗ Hoàng Anh Tuấn  |                         | Thứ trưởng Bộ Tài chính                                             |            |
| 8   | Ủy viên                    | Đỗ Thắng Hải       |                         | Thứ trưởng Bộ Công Thương                                           |            |
| 9   | Ủy viên                    | Vũ Văn Tám         |                         | Thứ trưởng Bộ Nông nghiệp và Phát triển nông thôn                   |            |
| 10  | Ủy viên                    | Phạm Lê Tuấn       |                         | Thứ trưởng Bộ Y tế                                                  |            |
| 11  | Ủy viên                    | Lê Đình Thọ        |                         | Thứ trưởng Bộ Giao thông vận tải                                    |            |
| 12  | Ủy viên                    | Hồ Anh Tuấn        |                         | Thứ trưởng Bộ Văn hóa, Thể thao và Du lịch                          |            |
| 13  | Ủy viên                    | Trần Việt Thanh    |                         | Thứ trưởng Bộ Khoa học và Công nghệ                                 |            |
| 14  | Ủy viên                    | Trương Minh Tuấn   |                         | Thứ trưởng Bộ Thông tin và Truyền thông                             |            |
| 15  | Ủy viên                    | Lê Bá Trình        |                         | Phó Chủ tịch Ủy ban Trung ương Mặt trận Tổ quốc Việt Nam            |            |
| 16  | Ủy viên                    | Lâm Kiết Tường     |                         | Phó Tổng Giám đốc Đài Truyền hình Việt Nam                          |            |
| 17  | Ủy viên                    | Phan Văn Vĩnh      |                         | Trung tướng, Tổng cục trưởng Tổng cục Cảnh sát Phòng chống tội phạm |            |
| 18  | Ủy viên                    | Nguyễn Cảnh Hiền   |                         | Thiếu tướng, Phó Tư lệnh Bộ đội Biên phòng                          |            |
| 19  | Ủy viên                    | Nguyễn Quang Đạm   |                         | Thiếu tướng, Tư lệnh Cảnh sát biển                                  |            |
| 20  | Ủy viên                    | Nguyễn Ngọc Túc    |                         | Tổng cục trưởng Tổng cục Hải quan                                   |            |
| 21  | Ủy viên                    | Bùi Văn Nam        |                         | Tổng cục trưởng Tổng cục Thuế                                       |            |
| 22  | Ủy viên                    | Trịnh Văn Ngọc     |                         | Phó Cục trưởng phụ trách Cục Quản lý thị trường                     |            |

### 2016-2021
| STT | Chức vụ                    | Họ và tên           | Kiêm nhiệm              | Kiêm nhiệm                                                          | Kiêm nhiệm |
| STT | Chức vụ                    | Họ và tên           | Đảng                    | Nhà nước                                                            | Khác       |
| --- | -------------------------- | ------------------- | ----------------------- | ------------------------------------------------------------------- | ---------- |
| 1   | Trưởng ban                 | Trương Hòa Bình     | Ủy viên Bộ Chính trị    | Phó Thủ tướng thường trực Chính phủ                                 |            |
| 2   | Phó Trưởng ban thường trực | Đinh Tiến Dũng      | Ủy viên Trung ương Đảng | Bộ trưởng Bộ Tài chính                                              |            |
| 3   | Phó Trưởng ban             | Trần Tuấn Anh       | Ủy viên Trung ương Đảng | Bộ trưởng Bộ Công Thương                                            |            |
| 4   | Phó Trưởng ban             | Lê Chiêm            | Ủy viên Trung ương Đảng | Thượng tướng, Thứ trưởng Bộ Quốc phòng                              |            |
| 5   | Phó Trưởng ban             | Lê Quý Vương        | Ủy viên Trung ương Đảng | Thượng tướng, Thứ trưởng Bộ Công an                                 |            |
| 6   | Ủy viên                    | Lê Mạnh Hà          |                         | Phó Chủ nhiệm Văn phòng Chính phủ                                   |            |
| 7   | Ủy viên                    | Đỗ Hoàng Anh Tuấn   |                         | Thứ trưởng Bộ Tài chính                                             |            |
| 8   | Ủy viên                    | Đỗ Thắng Hải        |                         | Thứ trưởng Bộ Công Thương                                           |            |
| 9   | Ủy viên                    | Trần Thanh Nam      |                         | Thứ trưởng Bộ Nông nghiệp và Phát triển nông thôn                   |            |
| 10  | Ủy viên                    | Phạm Lê Tuấn        |                         | Thứ trưởng Bộ Y tế                                                  |            |
| 11  | Ủy viên                    | Lê Đình Thọ         |                         | Thứ trưởng Bộ Giao thông vận tải                                    |            |
| 12  | Ủy viên                    | Hồ Anh Tuấn         |                         | Thứ trưởng Bộ Văn hóa, Thể thao và Du lịch                          |            |
| 13  | Ủy viên                    | Trần Việt Thanh     |                         | Thứ trưởng Bộ Khoa học và Công nghệ                                 |            |
| 14  | Ủy viên                    | Nguyễn Thanh Hưng   |                         | Thứ trưởng Bộ Thông tin và Truyền thông                             |            |
| 15  | Ủy viên                    | Đàm Thanh Thế       |                         | Chánh Văn phòng Ban Chỉ đạo 389 Quốc gia                            |            |
| 16  | Ủy viên                    | Trương Thị Ngọc Ánh |                         | Phó Chủ tịch Ủy ban Trung ương Mặt trận Tổ quốc Việt Nam            |            |
| 17  | Ủy viên                    | Lâm Kiết Tường      |                         | Phó Tổng Giám đốc Đài Truyền hình Việt Nam                          |            |
| 18  | Ủy viên                    | Phan Văn Vĩnh       |                         | Trung tướng, Tổng cục trưởng Tổng cục Cảnh sát Phòng chống tội phạm |            |
| 19  | Ủy viên                    | Bùi Đức Hạnh        |                         | Thiếu tướng, Phó Tư lệnh Bộ đội Biên phòng                          |            |
| 20  | Ủy viên                    | Nguyễn Quang Đạm    |                         | Thiếu tướng, Tư lệnh Cảnh sát biển                                  |            |
| 21  | Ủy viên                    | Nguyễn Văn Cẩn      |                         | Tống cục trưởng Tổng cục Hải quan                                   |            |
| 22  | Ủy viên                    | Bùi Văn Nam         |                         | Tổng cục trưởng Tổng cục Thuế                                       |            |
| 23  | Ủy viên                    | Trịnh Văn Ngọc      |                         | Cục trưởng Cục Quản lý thị trường                                   |            |
| 24  | Ủy viên                    | Nguyễn Chí Thành    |                         | Tổng cục trưởng Tổng cục An ninh                                    |            |